# فيليب فرديناند
فيليب فرديناند هو مترجم هولندي، ولد في 1555، وتوفي في 1598.